# Diocesi di Flumenzer
La diocesi di Flumenzer (in latino: Dioecesis Flumenzeritana) è una sede soppressa e sede titolare della Chiesa cattolica.

## Storia
Flumenzer, identificabile con Boumedfaâ nell'odierna Algeria, è un'antica sede episcopale della provincia romana della Mauritania Cesariense.
Unico vescovo conosciuto di questa diocesi africana è Paolo, il cui nome appare al 30º posto nella lista dei vescovi della Mauritania Cesariense convocati a Cartagine dal re vandalo Unerico nel 484; Paolo, come tutti gli altri vescovi cattolici africani, fu condannato all'esilio.
Dal 1933 Flumenzer è annoverata tra le sedi vescovili titolari della Chiesa cattolica; dal 17 ottobre 2019 il vescovo titolare è Moses Chikwe, vescovo ausiliare di Owerri.

## Cronotassi

### Vescovi residenti
- Paolo † (menzionato nel 484)

### Vescovi titolari
- John Neil Cullinane † (13 gennaio 1959 - 13 agosto 2000 deceduto)
- William Francis Malooly (12 dicembre 2000 - 7 luglio 2008 nominato vescovo di Wilmington)
- Adel Zaky, O.F.M. † (1º settembre 2009 - 21 luglio 2019 deceduto)
- Moses Chikwe, dal 17 ottobre 2019